# Propstei Johannesberg gGmbH

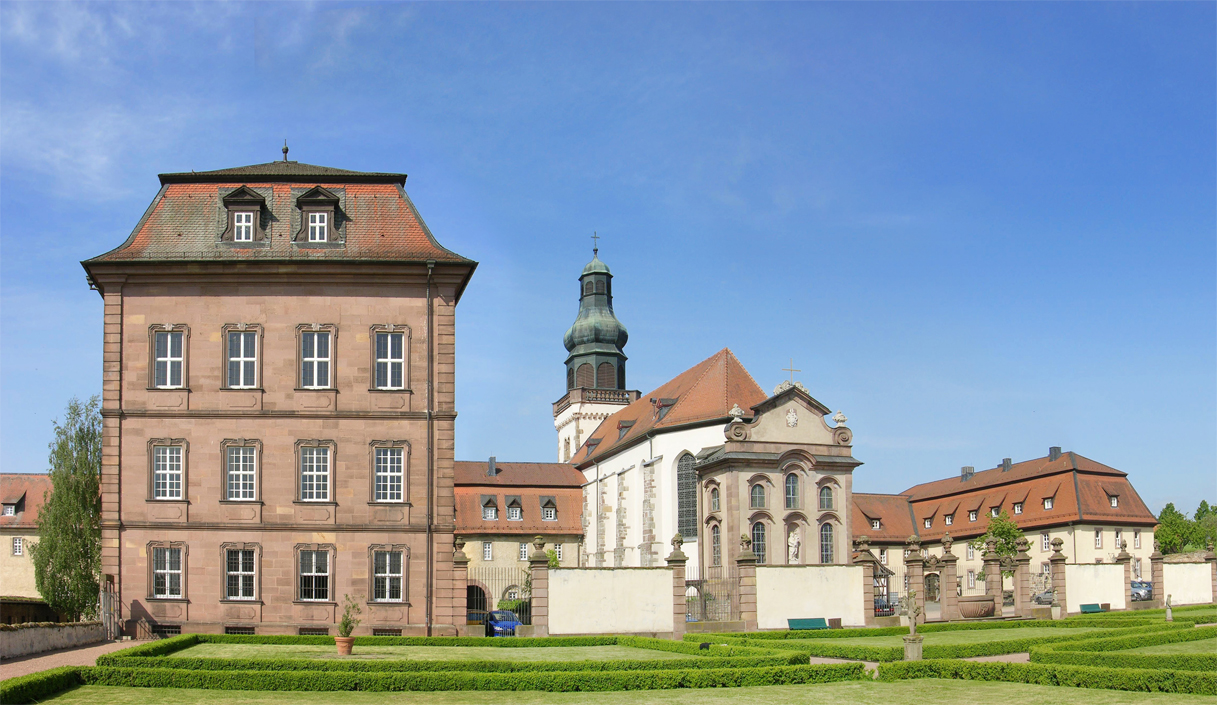

Die Propstei Johannesberg gGmbH Fortbildung in Denkmalpflege und Altbauerneuerung ist eine Fortbildungseinrichtung für alle in der Denkmalpflege und Altbausanierung Tätigen. Sie wurde im Jahr 2001 gegründet und hat ihren Sitz in der Propstei Johannesberg bei Fulda.

## Geschichte
Die Propstei Johannesberg als Sitz der Propstei Johannesberg gGmbH ist eine mittelalterliche, von dem Fuldaer Abt Ratgar gegründete und von Rabanus Maurus erweiterte Klosteranlage aus dem 9. Jahrhundert. In der Mitte des 17. Jahrhunderts wurde das Kloster in eine Propstei umgewandelt. Im 18. Jahrhundert erfolgte in der Amtszeit des Propstes Conrad von Mengersen die barocke Umgestaltung, an der bedeutende Fuldaer Hofhandwerker mitwirkten. Baugeschichte und Restaurierungen der Propstei sind herausragende Anschauungsobjekte und bieten zusammen mit den funktionalen Werkstätten sowie den gut ausgestatteten Seminarräumen beste Voraussetzungen für fruchtbares, gemeinsames Lernen.

## Gebäude und Werkstätten
Die Fortbildungseinrichtung befindet sich im Marstallgebäude der Propstei Johannesberg. Sie verfügt über eine Tischlerwerkstatt, eine Malerwerkstatt, eine Zimmerer-Werkstatt und eine Schmiede sowie einen Innenhof mit Freiflächen für die Ausführung von Handwerkstechniken außerhalb von Werkstätten. Für theoretischen Unterricht stehen drei technisch nach neuestem Stand eingerichtete Seminarräume zur Verfügung.

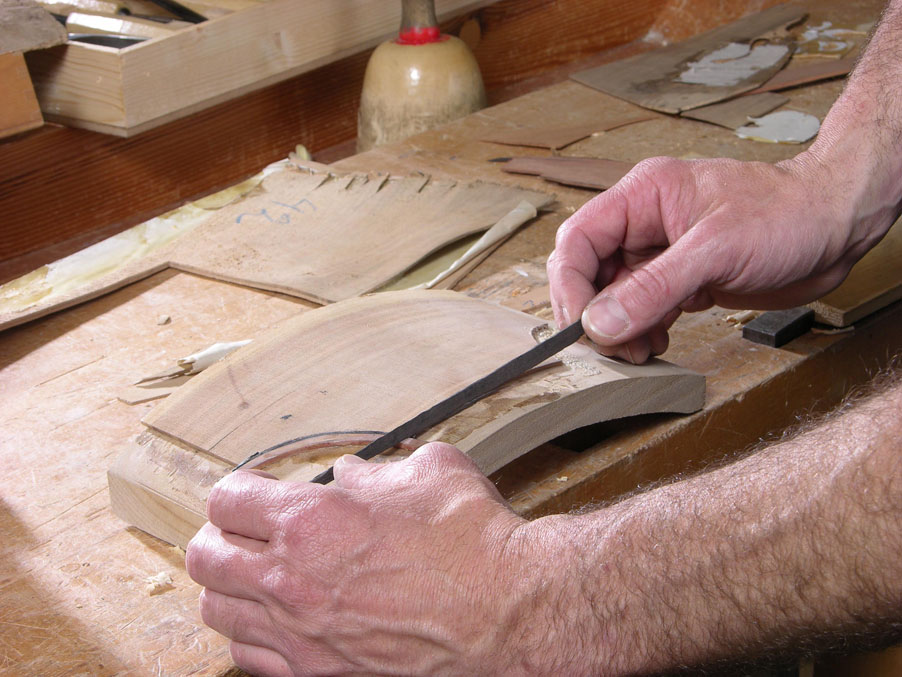
Zertifikatslehrgänge

- Restaurator im Handwerk (Gewerke: Maler- und Lackierer, Maurer, Tischler, Zimmerer)
- Handwerksgeselle in der Denkmalpflege (Gewerke: Maler- und Lackierer, Maurer, Tischler, Zimmerer)
- Architekt, Planer in der Denkmalpflege
- Tragwerksplaner in der Denkmalpflege

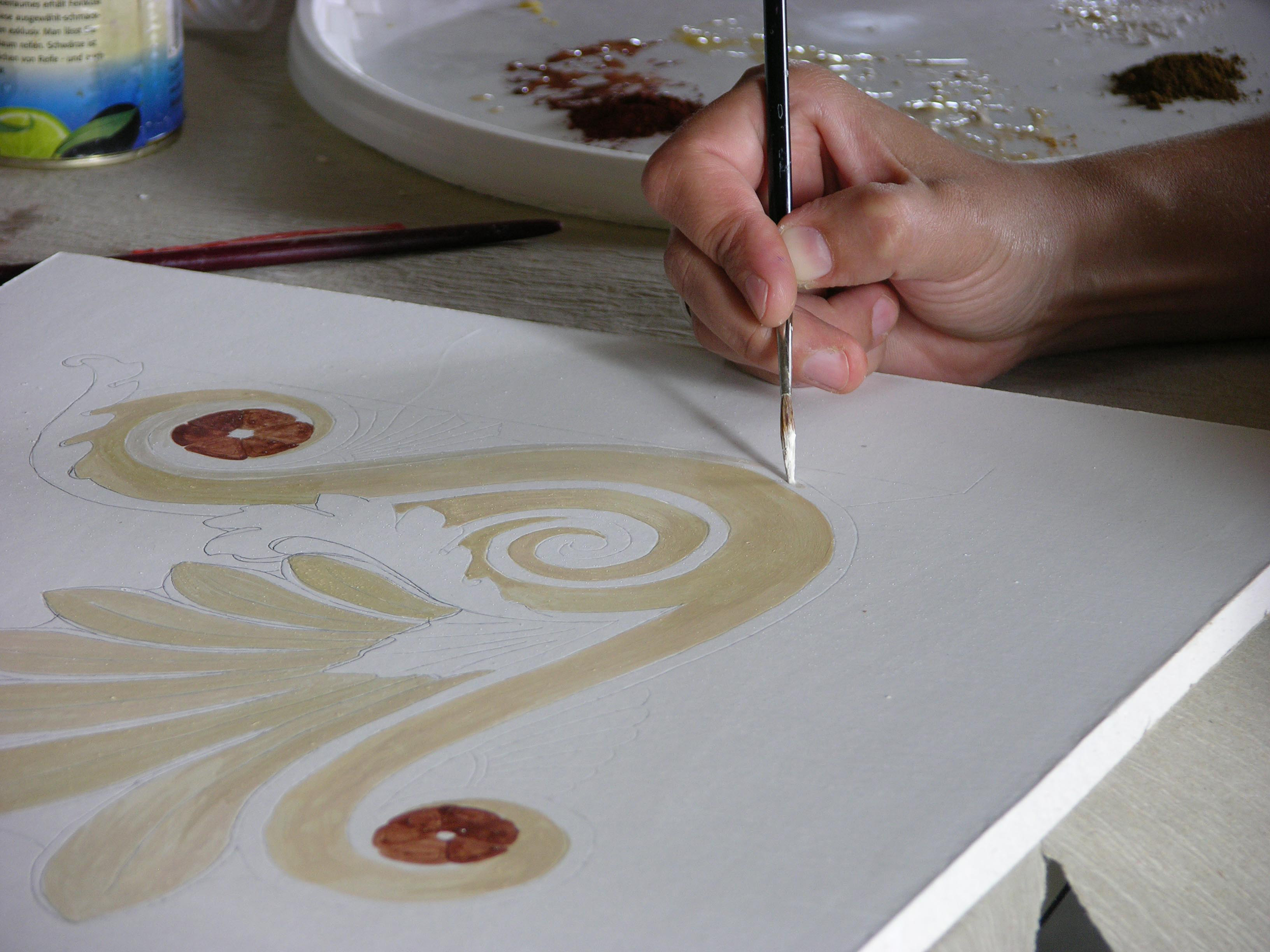
Seminararbeit historische Maltechnik

- Energieberater für Baudenkmale

### Seminare

#### Praxisseminare
Ein- bis fünftägige Praxisseminare richten sich je nach Themenstellung an Restauratoren, Handwerker oder Fachleute. Es werden Handwerks-, Restaurierungs- und Sanierungstechniken vorgestellt, eingeübt, erprobt und umgesetzt.

#### Fachseminare und Tagungen
Ein- bis zweitägige Veranstaltungen mit vorwiegend theoretischer Ausrichtung. Diese Seminare dienen der Netzwerkbildung und dem Austausch von Denkmalpflegern, Baubeamten, Planern und Handwerkern.

#### WTA-Seminare
Ein- bis zweitägige Seminare in Zusammenarbeit mit der Wissenschaftlich-Technischen Arbeitsgemeinschaft für Bauwerkserhaltung und Denkmalpflege e. V. (WTA)

## Kooperationen
Die Fortbildungseinrichtung wird beraten und unterstützt durch das Landesamt für Denkmalpflege Hessen, die Architekten- und Stadtplanerkammer Hessen, die Ingenieurkammer Hessen, die Arbeitsgemeinschaft der Hessischen Handwerkskammern, das Land Hessen und die Stadt Fulda.
In Zusammenarbeit mit der Ferdinand-Braun-Schule in Fulda bildet die Propstei Johannesberg gGmbH Techniker aus. In der zweijährigen Fachschulausbildung wird die Qualifikation zum staatlich geprüften Farb- und Lacktechniker, Schwerpunkt Gestaltung und Denkmalpflege, erworben.

### Freiwilliges Jahr in der Denkmalpflege
Der Verein Internationale Jugendgemeinschaftsdienste (ijgd) organisiert das Freiwilligenjahr in der Denkmalpflege als Projekt „Jugendbauhütte“ über die Deutsche Stiftung Denkmalschutz. Die ijgd begleiten dieses Freiwillige Jahr pädagogisch durch persönliche Beratung und Einsatzstellensuche sowie in der Seminararbeit. Eine mögliche Einsatzstelle ist die Propstei Johannesberg.